# Ernest Marinier
Pour les articles homonymes, voir Marinier.
Ernest Marinier, né le 12 mars 1858 à Paris où il est mort le 4 mars 1923, est un peintre français.

## Biographie
Édouard Ernest Marinier est le fils de Jules Alexandre Édouard Marinier (1823-1898), pharmacien et maire d'Orsay, et de Blanche Ernestine Perrier (1828-1920).
Peintre paysagiste, il est élève d'Henri-Jean Lefortier, de Jean-Léon Gérôme et de Benjamin-Constant, et expose au Salon de 1880 à 1896.
En 1889, il épouse Pauline Jeanne Baudry (1869-1961),.
Il meurt à son domicile de la rue Houdart-de-Lamotte à l'âge de 64 ans. Il est inhumé dans le caveau familial du cimetière communal de Bures-sur-Yvette.

## Œuvres exposées aux Salons parisiens
- Un ruisseau, au Salon de 1880
- L'Yvette ; vallée d’Orsay, au Salon de 1881
- Parc Monceau, au Salon de 1881, dessin à la sépia
- Coupe de joncs à Orsay (Seine-et-Oise), au Salon de 1882
- La Couze, à Saint-Nectaire (Auvergne), au Salon de 1883
- L'Étang de Lozère (Seine-et-Oise), au Salon de 1883
- Un ruisseau, au Salon de 1884, aquarelle
- La Lède, à Casseneuil-sur-Lot, au Salon de 1884, aquarelle
- Une canardière, au Salon de 1886, aquarelle
- Étang de Breteuil-sur-Iton (Eure), au Salon de 1887
- Étang de Maillecourt (Seine-et-Oise), au Salon de 1888
- Le canal, à Orsay (Seine-et-Oise), au Salon de 1888
- Lac de Genève, au Salon de 1889, aquarelle
- À Launay (Seine-et-Oise), au Salon de 1889
- Vieilles maisons, à Allevard (Isère), au Salon de 1890
- Dans les Champs-Elysées, à Veules (Seine-Inférieure), au Salon de 1896

## Distinction
- Officier d'académie (1908)[6]